# Гаген-Торн, Владимир Александрович
Влади́мир Алекса́ндрович Га́ген-То́рн (род. 12 января 1938, Ленинград) — российский учёный, астроном, профессор кафедры астрофизики Санкт-Петербургского государственного университета.

## Биография

### Студент (1955—1960гг.)
В 1955 году стал студентом астрономического отделения математико-механического факультета ЛГУ им. Жданова. В качестве специальности выбрал наблюдательную астрофизику.

### Аспирант (1961—1965гг.)
В 1961 году поступил в заочную аспирантуру, которая проходила под руководством профессора Виктора Алексеевича Домбровского. Сделанное последним в 1949 году открытие поляризации звёздного света послужило началом исследований, в которых принял участие и В. А. Гаген-Торн.
После первого года обучения в аспирантуре (в 1962 году) в свет вышла первая его статья, посвящённая спектрофотометрии диффузной газовой туманности NGC 281. Сама работа проводилась в Крымской астрофизической обсерватории.
Во время обучения в аспирантуре принял активное участие в создании Бюраканской наблюдательной станции астрономической обсерватории ЛГУ в качестве начальника постоянно действующей экспедиции АО ЛГУ в Бюракане.

### Преподаватель (1964— по настоящее время)
Ведёт активную педагогическую работу. Как профессор кафедры астрофизики (с 1986 года) читает лекции студентам астрономического отделения математико-механического факультета СПбГУ.
В. А. Гаген-Торн является:
- Членом Международного астрономического союза
- Членом докторских диссертационных советов по астрономии при СПбГУ и САО РАН
- Членом комиссии по тематике больших телескопов
- Ведущим научным сотрудником лаборатории наблюдательной астрофизики астрономической обсерватории СПбГУ
- Заместителем декана математико-механического факультета по студенческой практике
- Членом учёного совета математико-механического факультета
- Руководителем многих грантов РФФИ, Министерства образования и науки, различных других федеральных целевых научно-технических программ
- Заведующим кафедрой астрофизики (с 2010 года) Астрономического института им. В. В. Соболева.

## Научная деятельность
Занимается поляриметрическими исследованиями звёзд, туманностей и галактик. В ходе работ по изучению внегалактических источников излучения показал, что осуществляется несколько механизмов возникновения поляризации излучения внегалактических объектов. Например, в некоторых галактиках поляризация связана с наличием в них тёмной материи. Впервые выполнил поляризационный обзор ядер сейфертовских галактик (тогда их насчитывалось около 10). При этом было установлено, что их поляризация является следствием синхротронного механизма излучения. Совместно с М. К. Бабаджанянцем обнаружил и исследовал переменность поляризации ядер сейфертовских и N-галактик. Первыми объектами, для которых такая переменность была найдена, стали сейфертовские галактики NGC 1275 и NGC 4151 и N-галактика 3C 371.
Все исследования, выполненные в течение первых 25 лет исследований, были включены в цикл работ, за который В. А. Гаген-Торн совместно с В. А. Домбровским и О. С. Шуловым был удостоен премии им. Ф. А. Бредихина в 1974 году.
Главное направлением научной деятельности В. А. Гаген-Торна — внегалактическая астрономия. В течение многих лет им проводились исследования активных ядер галактик, пекулярных галактик, квазаров, в ходе которых был получен обширный наблюдательный материал.
Докторская диссертация (1986 год) посвящена поляриметрическому и фотометрическому изучению активных внегалактических объектов и пекулярных галактик.
Активно вёл работы по изучению пекулярных галактик.

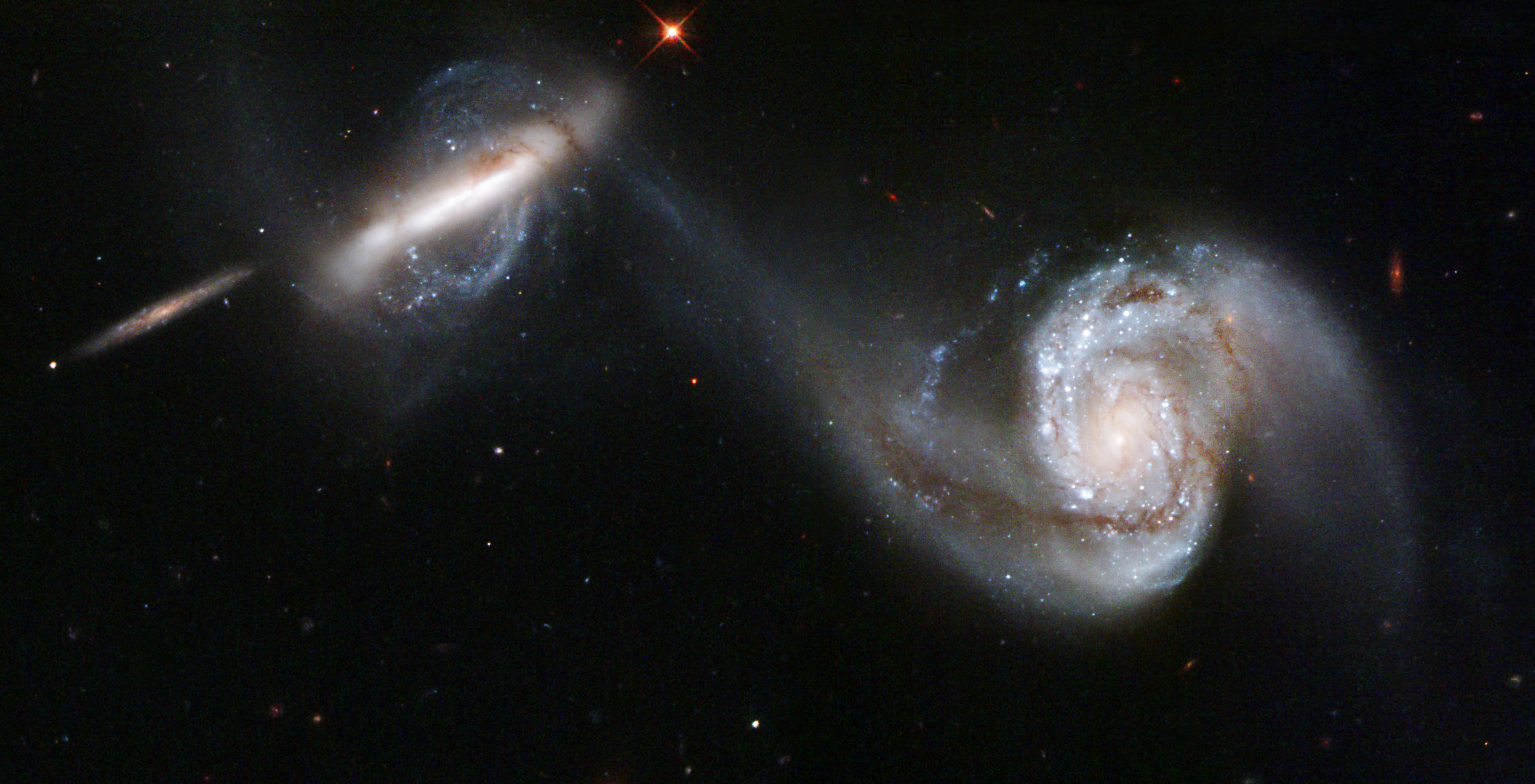
Пара пекулярных галактик (NGC 3808)

Вместе со своими учениками произвёл фотометрию большого числа объектов — кандидатов в галактики с полярными кольцами. Многие из них действительно оказались таковыми. В полярных кольцах таких галактик были обнаружены области активного звездообразования.
Занимался также фотометрическим и спектральным исследованием блазаров. Им и его коллегами проведён мониторинг некоторых лацертид при помощи ПЗС-фотометра. Основной целью этих исследований является выяснение свойств активных источников, ответственных за переменность их блеска.
Автор около 150 статей.